# Phaulacris
Phaulacris is een geslacht van rechtvleugeligen uit de familie veldsprinkhanen (Acrididae). De wetenschappelijke naam van dit geslacht is voor het eerst geldig gepubliceerd in 1979 door Amédégnato & Descamps.

## Soorten
Het geslacht Phaulacris omvat de volgende soorten:
- Phaulacris gracilicornis Bruner, 1911
- Phaulacris variata Amédégnato & Descamps, 1979